# Coupe des champions masculine de volley-ball 1990-1991
Navigation
Coupe des champions 1989-1990 Coupe des champions 1991-1992
La coupe des champions est la plus importante compétition de club, de la saison 1990-1991, en Europe.

## Tours de poules

### Poule A
| # | Équipe                  | Pts | J | G | P | Sp | Sc | Ratio | Pp  | Pc  | Ratio |
| - | ----------------------- | --- | - | - | - | -- | -- | ----- | --- | --- | ----- |
| 1 | CSKA Moscou             | 12  | 6 | 6 | 0 | 18 | 4  | 4.5   | 312 | 227 | 1.374 |
| 2 | Philips Modène          | 10  | 6 | 4 | 2 | 14 | 9  | 1.556 | 303 | 256 | 1.184 |
| 3 | Constructora Las Palmas | 8   | 6 | 2 | 4 | 9  | 14 | 0.643 | 273 | 305 | 0.895 |
| 4 | AZS Częstochowa         | 6   | 6 | 0 | 6 | 4  | 18 | 0.222 | 218 | 318 | 0.686 |

| Date     | Match                                     | Résultat | Sets  | Sets  | Sets  | Sets  | Sets  | Total Points |
| Date     | Match                                     | Résultat | 1     | 2     | 3     | 4     | 5     | Total Points |
| -------- | ----------------------------------------- | -------- | ----- | ----- | ----- | ----- | ----- | ------------ |
| 09.01.91 | AZS Czestochowa - Philips Modène          | 2 - 3    | 15-12 | 16-14 | 10-15 | 11-15 | 10-15 | 62-71        |
| 09.01.91 | Constructora Las Palmas - CSKA Moscou     | 2 - 3    | 15-13 | 9-15  | 10-15 | 15-10 | 13-15 | 62-68        |
| 16.01.91 | CSKA Moscou - AZS Czestochowa             | 3 - 0    | 15-7  | 15-7  | 15-12 | -     | -     | 45-26        |
| 16.01.91 | Philips Modène - Constructora Las Palmas  | 3 - 0    | 15-12 | 15-7  | 15-6  | -     | -     | 45-25        |
| 23.01.91 | CSKA Moscou - Philips Modène              | 3 - 0    | 15-11 | 15-7  | 15-8  | -     | -     | 45-26        |
| 23.01.91 | Constructora Las Palmas - AZS Czestochowa | 3 - 0    | 15-11 | 15-8  | 15-12 | -     | -     | 45-31        |
| 06.02.91 | AZS Czestochowa - CSKA Moscou             | 0 - 3    | 5-15  | 2-15  | 8-15  | -     | -     | 15-45        |
| 06.02.91 | Constructora Las Palmas - Philips Modène  | 1 - 3    | 15-6  | 6-15  | 13-15 | 7-15  | -     | 41-51        |
| 13.02.91 | Philips Modène - CSKA Moscou              | 2 - 3    | 11-15 | 15-8  | 15-9  | 8-15  | 16-17 | 65-64        |
| 13.02.91 | AZS Czestochowa - Constructora Las Palmas | 2 - 3    | 15-11 | 10-15 | 15-9  | 9-15  | 16-17 | 65-67        |
| 20.02.91 | Philips Modène - AZS Czestochowa          | 3 - 0    | 15-8  | 15-6  | 15-5  | -     | -     | 45-19        |
| 20.02.91 | CSKA Moscou - Constructora Las Palmas     | 3 - 0    | 15-12 | 15-13 | 15-8  | -     | -     | 45-33        |

### Poule B
| # | Équipe            | Pts | J | G | P | Sp | Sc | Ratio | Pp  | Pc  | Ratio |
| - | ----------------- | --- | - | - | - | -- | -- | ----- | --- | --- | ----- |
| 1 | Maxicono Parme    | 11  | 6 | 5 | 1 | 15 | 5  | 3     | 282 | 216 | 1.306 |
| 2 | AS Cannes         | 10  | 6 | 4 | 2 | 13 | 8  | 1.625 | 273 | 229 | 1.192 |
| 3 | Bayer Leverkusen  | 8   | 6 | 2 | 4 | 9  | 12 | 0.75  | 252 | 279 | 0.903 |
| 4 | Partizan Belgrade | 7   | 6 | 1 | 5 | 5  | 17 | 0.294 | 222 | 305 | 0.728 |

| Date     | Match                                | Résultat | Sets  | Sets  | Sets  | Sets  | Sets  | Total Points |
| Date     | Match                                | Résultat | 1     | 2     | 3     | 4     | 5     | Total Points |
| -------- | ------------------------------------ | -------- | ----- | ----- | ----- | ----- | ----- | ------------ |
| 09.01.91 | AS Cannes - Maxicono Parme           | 1 - 3    | 15-10 | 11-15 | 12-15 | 14-16 | -     | 52-56        |
| 09.01.91 | Partizan Belgrade - Bayer Leverkusen | 3 - 2    | 15-5  | 11-15 | 5-15  | 15-11 | 15-13 | 61-59        |
| 16.01.91 | AS Cannes - Partizan Belgrade        | 3 - 1    | 15-5  | 15-8  | 13-15 | 15-6  | -     | 58-34        |
| 16.01.91 | Maxicono Parme - Bayer Leverkusen    | 3 - 0    | 15-13 | 15-10 | 15-5  | -     | -     | 45-28        |
| 23.01.91 | Bayer Leverkusen - AS Cannes         | 0 - 3    | 10-15 | 7-15  | 12-15 | -     | -     | 29-45        |
| 23.01.91 | Partizan Belgrade - Maxicono Parme   | 1 - 3    | 1-15  | 15-17 | 15-6  | 5-15  | -     | 36-53        |
| 06.02.91 | Partizan Belgrade - AS Cannes        | 0 - 3    | 6-15  | 5-15  | 10-15 | -     | -     | 21-45        |
| 06.02.91 | Bayer Leverkusen - Maxicono Parme    | 3 - 0    | 15-13 | 17-15 | 15-10 | -     | -     | 47-38        |
| 13.02.91 | AS Cannes - Bayer Leverkusen         | 3 - 1    | 7-15  | 15-8  | 16-14 | 15-7  | -     | 53-44        |
| 13.02.91 | Maxicono Parme - Partizan Belgrade   | 3 - 0    | 15-11 | 15-10 | 15-12 | -     | -     | 45-33        |
| 20.02.91 | Maxicono Parme - AS Cannes           | 3 - 0    | 15-7  | 15-7  | 15-6  | -     | -     | 45-20        |
| 20.02.91 | Bayer Leverkusen - Partizan Belgrade | 3 - 0    | 15-13 | 15-11 | 15-13 | -     | -     | 45-37        |

## Finale à quatre
|  | Demi-finales                          | Demi-finales               |                        |   | Finale                          | Finale                          |
|  | Demi-finales                          | Demi-finales               |                        |   | Finale                          | Finale                          |
|  |                                       |                            |                        |   |                                 |                                 |
|  | 09.03.91, 15-6 16-14 15-10            | 09.03.91, 15-6 16-14 15-10 |                        |   | 10.03.91, 15-6 15-17 15-3 15-10 | 10.03.91, 15-6 15-17 15-3 15-10 |
|  | 09.03.91, 15-6 16-14 15-10            | 09.03.91, 15-6 16-14 15-10 |                        |   | 10.03.91, 15-6 15-17 15-3 15-10 | 10.03.91, 15-6 15-17 15-3 15-10 |
|  | CSKA Moscou                           | 3                          |                        |   | 10.03.91, 15-6 15-17 15-3 15-10 | 10.03.91, 15-6 15-17 15-3 15-10 |
|  | CSKA Moscou                           | 3                          |                        |   | 10.03.91, 15-6 15-17 15-3 15-10 | 10.03.91, 15-6 15-17 15-3 15-10 |
|  | AS Cannes                             | 0                          |                        |   | 10.03.91, 15-6 15-17 15-3 15-10 | 10.03.91, 15-6 15-17 15-3 15-10 |
|  | AS Cannes                             | 0                          | CSKA Moscou            | 3 |                                 |                                 |
|  | 09.03.91, 15-12 15-4 15-8             |                            | CSKA Moscou            | 3 |                                 |                                 |
|  |                                       | Maxicono Parme             | 1                      |   |                                 |                                 |
|  | Maxicono Parme                        | Maxicono Parme             | 1                      | 3 |                                 |                                 |
|  | Maxicono Parme                        |                            |                        | 3 |                                 |                                 |
|  | Philips Modène                        | 0                          |                        |   |                                 |                                 |
|  | Philips Modène                        | 0                          | Match pour la 3e place |   |                                 |                                 |
|  |                                       |                            |                        |   |                                 |                                 |
|  | 10.03.91, 12-15 6-15 17-15 15-5 13-15 |                            |                        |   |                                 |                                 |
|  |                                       |                            |                        |   |                                 |                                 |
|  | AS Cannes                             | 2                          |                        |   |                                 |                                 |
|  | AS Cannes                             | 2                          |                        |   |                                 |                                 |
|  | Philips Modène                        | 3                          |                        |   |                                 |                                 |
|  | Philips Modène                        | 3                          |                        |   |                                 |                                 |